# 타이베이 돔

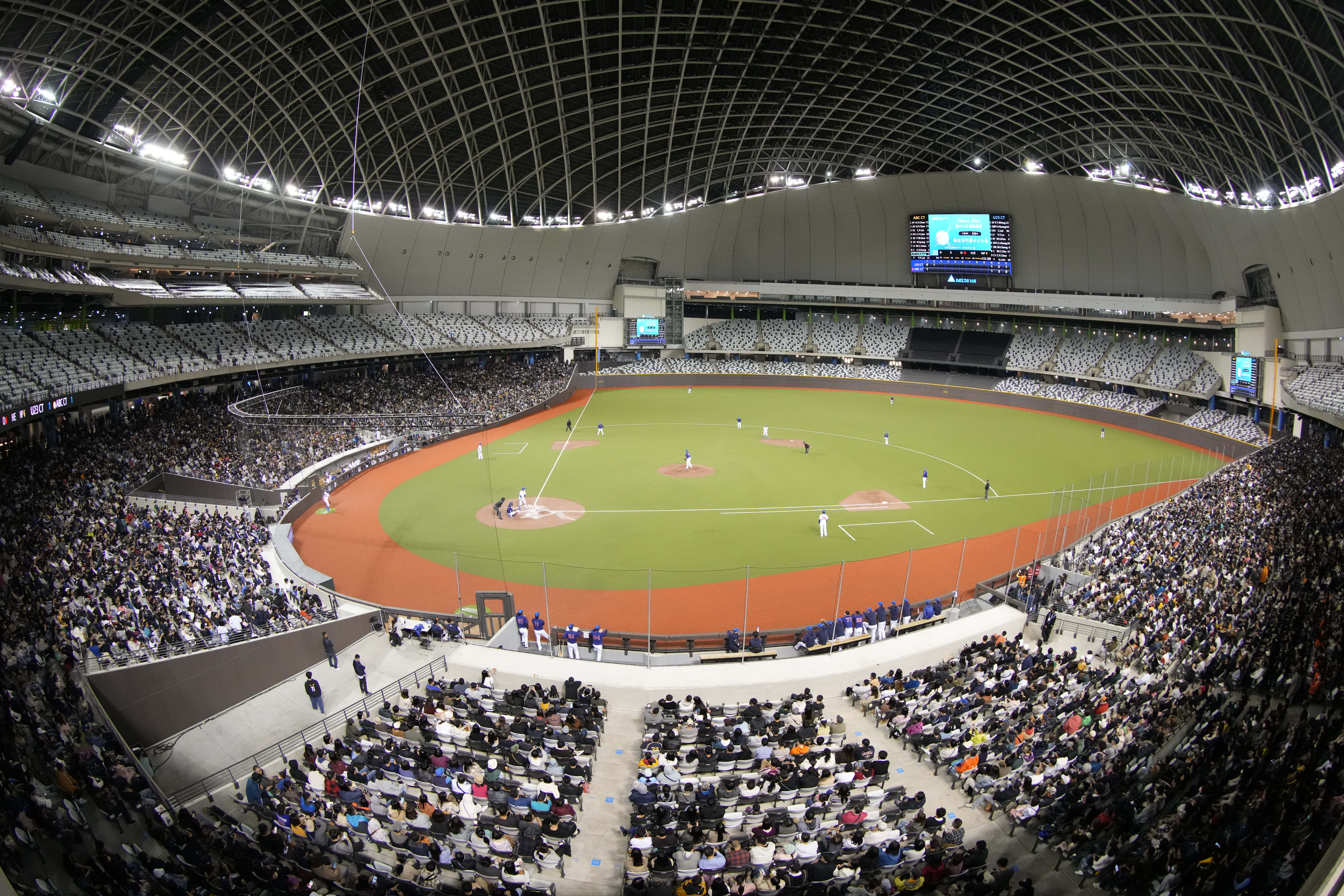
타이베이 돔

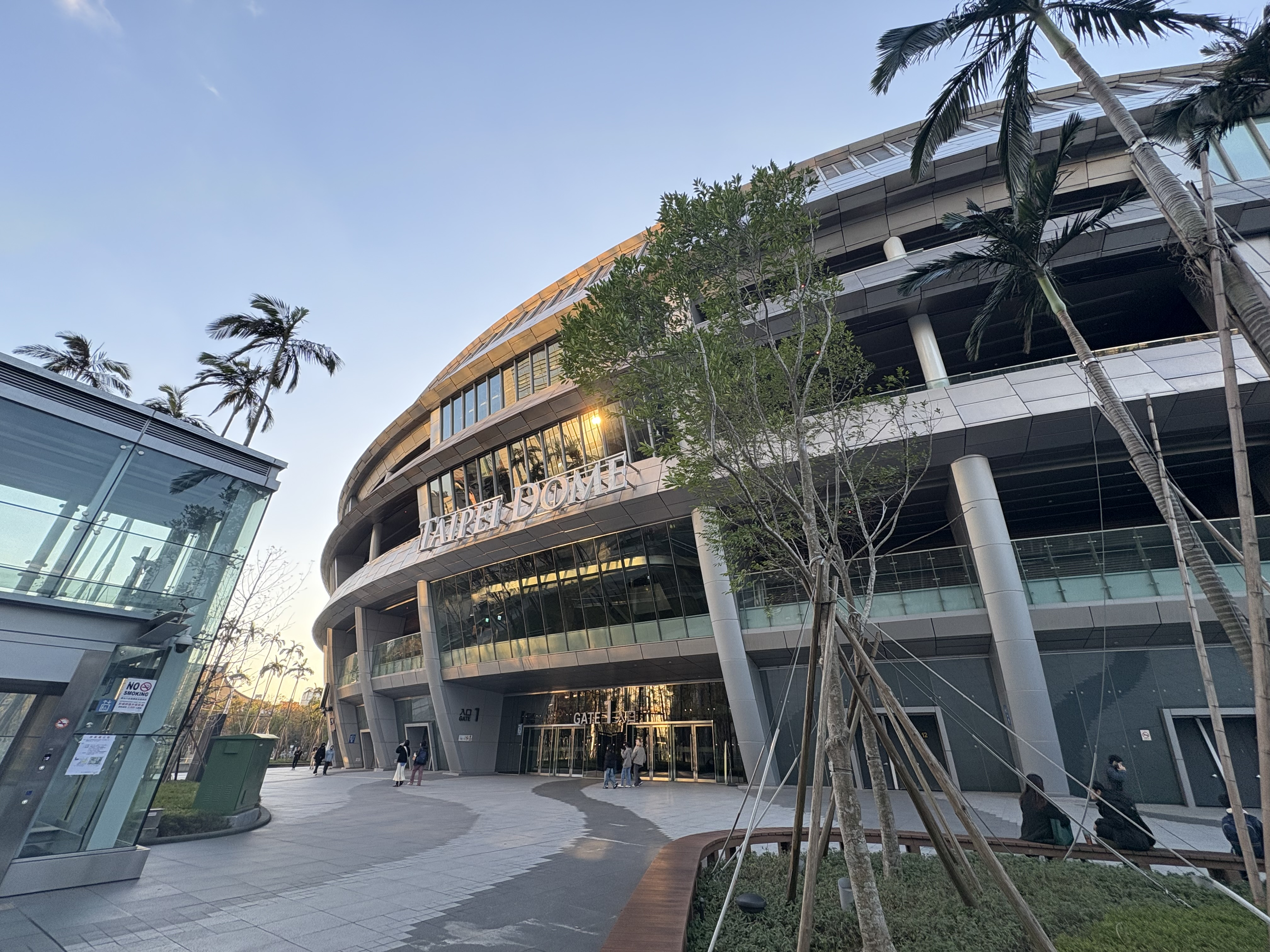
타이베이 돔

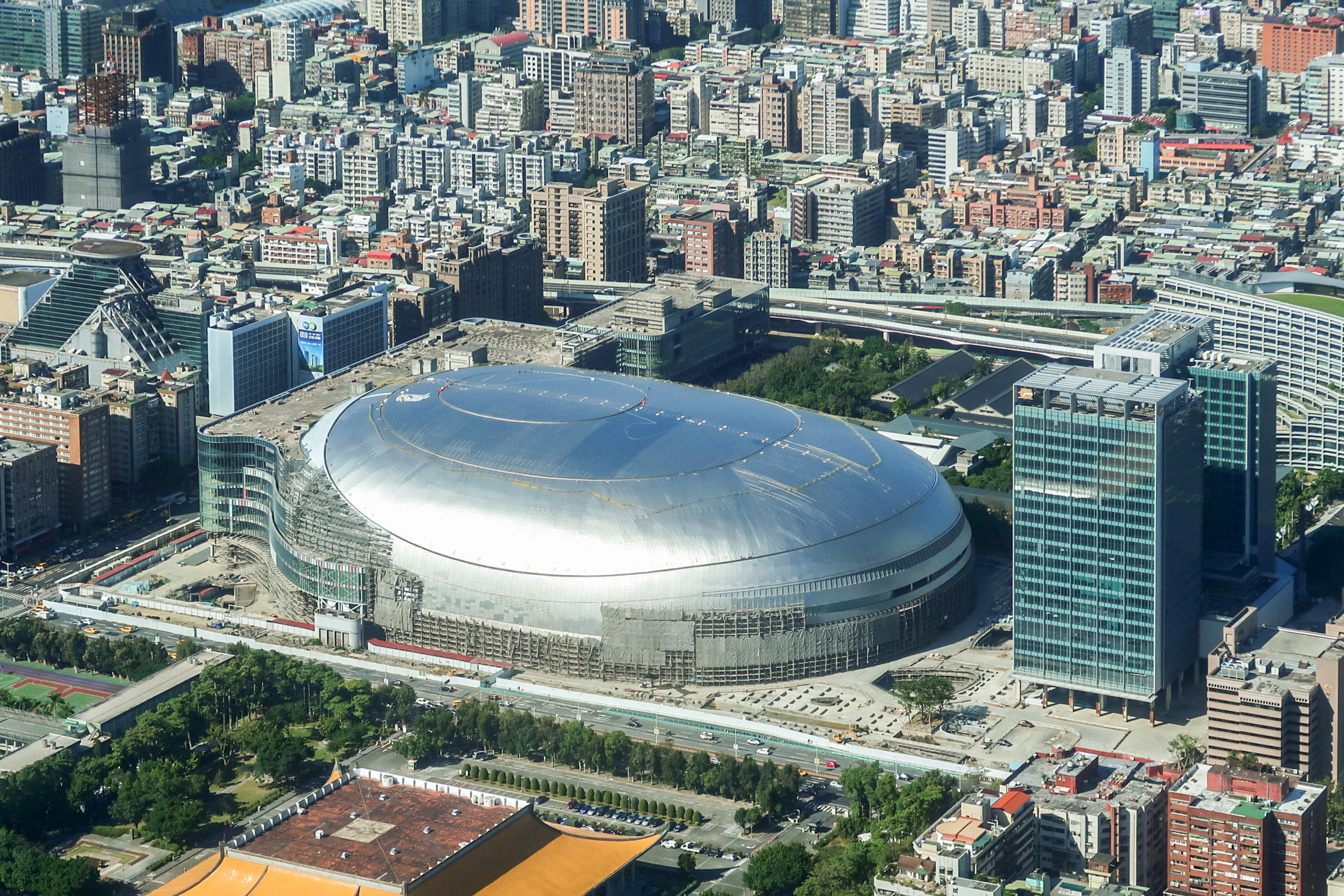
2019년에 건설 중인 타이베이 돔

타이페이 돔(한국어: 臺北大巨蛋/대북 대거단, 영어: Taipei Dome) 또는 파글로리 돔(한국어: 遠雄巨蛋/원웅거단, 영어: Farglory Dome)은 대만 타이베이시의 복합 돔구장이다. 일본의 건설사인 오바야시구미의 기술지원을 통해 대만최대 건설사인 위안슝(遠雄, Farglory) 건설그룹에서 지으며 장소는 국부기념관 뒤편이다. 40575석의 돔구장과 호텔 등의 시설을 갖추고 있다. 2023년 12월 2일  정식 개장됐다.